# 董公寺站
董公寺站是位于贵州省遵义市董公寺镇的一个铁路车站，车站开通于2019年，有川黔铁路经过该站。不办理客运业务。